# Perfekt Verpasst
Perfekt Verpasst, auch Perfekt verpasst, ist eine vorerst achtteilige deutsche Comedyserie, die von der Kölner bildundtonfabrik für Amazon Prime Video produziert wurde. Die Regie übernahmen Sabine Boss und Nicolas Berse-Gilles. In den Hauptrollen sind Anke Engelke und Bastian Pastewka zu sehen, die sich auch als Produzenten an der Serie beteiligten. Alle acht Folgen wurden am 15. August 2024 bei Prime Video bereitgestellt.

## Handlung
Maria und Ralf kommen in ihrem Alltag, Job und in der Liebe nicht weiter. Prinzipiell würden die beiden Singles perfekt zueinander passen, aber es steht ihnen ein kleines Problem im Weg: Obwohl sie beide in Marburg leben, sind sie sich bislang noch nie begegnet.

## Episoden
| Nr. (ges.) | Nr. (St.) | Titel                 | Erstveröffentlichung Deutschland |
| ---------- | --------- | --------------------- | -------------------------------- |
| 1          | 1         | Käsetyp 4             | 15. Aug. 2024                    |
| 2          | 2         | Strike                | 15. Aug. 2024                    |
| 3          | 3         | Senden und Empfangen  | 15. Aug. 2024                    |
| 4          | 4         | Katzenpflaster        | 15. Aug. 2024                    |
| 5          | 5         | Impulskontrolle       | 15. Aug. 2024                    |
| 6          | 6         | Ave Maria             | 15. Aug. 2024                    |
| 7          | 7         | Anita und Steve       | 15. Aug. 2024                    |
| 8          | 8         | Marburg is for Lovers | 15. Aug. 2024                    |

## Rezeption
Die Serie wurde überwiegend positiv besprochen.
Rainer Tittelbach schrieb für Tittelbach.tv „das Autorenquartett Sebastian Colley, Claudius Pläging, Sintje Rosema & Fabienne Hurst entwirft einen zunehmend dichter werdenden Dramedy-Mikrokosmos um eine Reihe ganz normal gestörter Kleinstadt-Neurotiker, in dem man sich rasch zu Hause fühlen kann. Außerdem stellen sie das Grundprinzip jeder Romantic Comedy, die vorläufige Verhinderung eines romantischen Happy Ends mit komischen Mitteln, ins Zentrum ihrer Geschichte und mischen so eine Menge Absurdität in das an sich eher konventionelle Genre.“
Serienjunkies.de schrieb zur Pilotfolge der Serie: „Das deutsche Amazon-Original 'Perfekt Verpasst' fällt insgesamt durch seine besondere Prämisse und sein gutes Drehbuch auf, das die tollen Hauptdarsteller mit reichlich Witzen versorgt und souverän durch eine Erzählstruktur führt, die etwas verschachtelt ist. Der Auftakt wirkt also ziemlich vielversprechend, lässt aber auch einige Fragen gezielt noch offen. Die halbstündige Pilotepisode macht jedenfalls Lust weiterzuschauen, was auch daran liegen könnte, dass Anke Engelke und Bastian Pastewka sowieso zu den sympathischsten Gesichtern der hiesigen Fernsehlandschaft gehören.“
Sandro Biener von what the film lobte die beiden Darstellerinnen Lea Freund und Momo Beier: „Es sind aber genauso die Nebengeschichten, welche die Serie auszeichnen und die grundsätzliche Vorhersehbarkeit der Haupthandlung etwas ausgleichen können. Darunter Ralfs Scheidung und vor allem die Beziehung zu seinen beiden Töchtern. Diese geben der Serie schliesslich eine ausreichende Tiefe mit, die mal das Grundgerüst für ernstere, aber auch kurzweiliger inszenierte Konflikte darstellen. Hierbei sticht vor allem Lea Freund in der Rolle von Lily sehr positiv hervor. Dies ist vor allem ihrem schlagfertig-nahbaren Schauspiel zu verdanken. Die gemeinsamen Momente zwischen ihr und Pastewka lockern die Serie so einerseits auf und runden sie gleichermassen als Nebenhandlung harmonisch ab. Hiervon hätte man sich tatsächlich auch noch mehr gewünscht, und das in einer Serie, die ja hauptsächlich auf den Magic Moment zwischen seinen beiden Publikumslieblingen hinarbeitet! Eine Nebenhandlung, die aus meiner Sicht also genügend Grundvoraussetzungen für eine eigene Serie oder einen Fernsehfilm zu bieten hat. Eine weitere Erwähnung ist Momo Beier als jüngere Tochter Lotta wert. Im Kontrast zu Lea Freund darf sie eine Teenagerin verkörpern, die unter der Scheidung ganz besonders leidet. Dabei ist sie dem emotionsgeladenen Wechsel zwischen nachvollziehbarer Rebellion und dem eigentlichen Wunsch nach einer intakten Familie absolut gewachsen.“
Gunter Reinhardt von der Stuttgarter Zeitung bewertete die Serie kritischer: „Allerdings ist „Perfekt verpasst“ nicht nur was die Story des verhinderten Liebespaars betrifft, eine Geschichte der verpassten Chancen. Denn letztlich ist die Serie keine Engelke-trifft-Pastewka-Komödie, sondern eine Engelke- und eine Pastewka-Komödie: zwei Komödien in einer, die aber weitgehend nebeneinander und unabhängig voneinander stattfinden. Die komische Energie, die freigesetzt wird, wenn Engelke und Pastewka wirklich aufeinandertreffen und sich eben nicht nur ständig verpassen, vermisst man hier leider. Ein bisschen wünscht man sich deshalb, dass die Serie von den beiden nicht als mögliches Liebespaar, sondern als sich zoffendes Ehepaar erzählt hätte. Aber das kann ja noch in Staffel zwei kommen.“